# Vincent Heden
Vincent Chorlet, dit Vincent Heden, est un comédien, chanteur, musicien et danseur français, né le 11 avril 1978 à Melun.
Connu pour ses participations à de nombreuses comédies musicales, il a été nommé à trois reprises au Trophée de la comédie musicale de l'artiste interprète masculin et a remporté deux Marius du meilleur interprète.

## Biographie
Vincent Daniel Philippe Chorlet est né en Seine-et-Marne et il grandit près de Melun, à Dammarie-les-Lys. À l'âge de 5 ans il est initié à la musique par Serge Czarna.
De 1989 à 1996, il étudie l'orgue et l'accordéon classique, instrument pour lequel il est lauréat du 1er prix au concours national de l’Union fédérale française d’accordéon. Pendant cette période, il est également instrumentiste encore sous la baguette de Serge Czarna au sein de l’Orchestre Philharmonique d’accordéon de Seine & Marne.
En parallèle, il pratique le théâtre à l’Atelier Théâtre Junior de Melun (sous la direction de Brigitte Cardinet) puis à l’Atelier Joliot-Curie (direction B. Michalon) et la danse jazz (claquettes) et classique (Studios Tridanse). Ses différentes rencontres artistiques le mènent naturellement au chant et au piano.
En février 1996, il participe aux Rencontres d’Astaffort, organisées par Francis Cabrel[réf. nécessaire] et Christian Alazard pendant lesquelles il fera la 1re partie du concert de Zazie.
Cette même année, il rejoint la troupe de Roger Louret (Les Années Twist, La Vie parisienne) et c'est à cette période qu'il commence à se faire appeler Vincent Heden.
En 1997, c'est une rencontre avec Yaël Benzaquen, spécialiste de la voix, qui lui permet de s’épanouir dans la pratique du chant. Plus tard, c'est en Belgique qu'il découvre le monde de la comédie musicale anglo-saxonne et y interprète Harold Bride dans Titanic de Maury Yeston à l'Opéra royal de Wallonie.
À partir de 2000, on le retrouve dans Chantons sous la pluie (Molière du spectacle musical 2001).
C'est plus tard dans le personnage de Tintin dans Tintin et le Temple du Soleil, dont Didier van Cauwelaert signe l'adaptation française qu'il obtient son premier rôle principal,.
Entre 2002 et 2003, d'abord au Théâtre national de Chaillot puis en tournée à l'international, il interprète Pablo dans Concha Bonita d’Alfredo Arias aux côtés de Catherine Ringer et à Jacques Haurogné.
Il interprète ensuite l'Ange déchu dans Anges & Démons (D. Hollier et L. Couson), le Soldat inconnu dans Le Paris d'Aziz et Mamadou d'Alain Marcel à l'Opéra Bastille, Judas dans Jesus Christ Superstar à Bruxelles.
Dans Camille C. de Jonathan Kerr (Molière du spectacle musical 2005), il interprète Paul Claudel, Jessie Lipscomb et le dieu Hermès, narrateur de la tragédie musicale.
Il obtient en 2005 le prix de l'interprète masculin du festival Les Musicals pour ses prestations dans Camille C. et Un violon sur le toit, dans lequel il joue le rôle de Motel Kamzoil.
On le retrouve plus tard dans L'Illusion comique de Pierre Corneille et La Ronde d'Arthur Schnitzler (mise en scène de Marion Bierry) au Théâtre de Poche Montparnasse. Il interprète ensuite le rôle de Kevin dans Panique à bord de Stéphane Laporte et Patrick Laviosa (mise en scène Agnès Boury). Il obtiendra une seconde fois le prix de l'interprète masculin des Musicals pour ce rôle.
En 2008, il joue le rôle de Randy Curtis dans Lady in the Dark de Gershwin, Hart et Kurt Weill (mise en scène Jean Lacornerie, coproduction de l'Opéra de Lyon et l'Opéra de Rennes).
C'est ensuite au Laurie Beechman Theatre (en) de la 42e rue à New York qu'il joue dans Metropolita(i)n de Christophe Mirambeau et Barry Kleinbort.
En 2011, il est choisi pour interpréter le violoniste Charles Morel dans À la recherche du temps perdu adapté de l'œuvre de Marcel Proust par Nina Companeez aux côtés de Didier Sandre et Dominique Blanc,.
Cette même année, Vincent Heden joue le rôle du docteur Frédéric Frankenstein au Théâtre Déjazet dans la comédie musicale Frankenstein Junior de Mel Brooks, en donnant la réplique à Camille Glémet (Inga) Zacharie Saal et Alexandre Faitouni (Igor) et Arnaud Delmotte (Victor Frankenstein).
En 2013, on le retrouve dans Roméo & Juliet (adaptation dans laquelle il interprète Juliet et signe les arrangements et quelques interludes musicaux) et dans Salut les copains (mise en scène de Stéphane Jarny) aux Folies Bergère.
La même année on le retrouve dans D.I.S.C.O. dirigé et chorégraphié par Stéphane Jarny, spectacle dans lequel il interprète Estelle une speakerine, « femme étrange et troublante ».
C'est ensuite dans le rôle d'Ombre qu'on le retrouve dans la comédie musicale Love Circus,.
En 2016, on le retrouve dans L'Opéra de quat'sous de Bertolt Brecht et Kurt Weill.
En 2017, il est l’interprète de l'oiseau au théâtre Comédia aux côtés de la chanteuse des Kids United Gloria Palermo de Blasi dans Émilie Jolie, le conte musical de Philippe Chatel.
En 2024, il interprète le rôle d'Edward Kynaston dans la pièce Belles de scène.

## Comédies musicales et pièces de théâtre

### Comédien[34]
- 1996-1997 : Les Années Twist - Roger Louret - Folies Bergère et Tournée
- 1998 : La Vie parisienne - (d'Offenbach) - Roger Louret - Palais Omnisport de Paris-Bercy
- 2000 : Titanic - (de P.Stone, M.Yeston) - mise en scène Jean-Louis Grinda - Opéra Royal de Wallonie
- 2000 : Chantons sous la pluie - (de P.Stone, M.Yeston) - mise en scène Jean-Louis Grinda (Molière du Spectacle Musical 2001[35]) - Théâtre de la Porte Saint Martin
- 2000 : Tintin et le Temple du soleil - (de Didier Van Cauwelaert, D.Brossé) - mise en scène Franck Van Laecke - Palais des Beaux-Arts
- 2002-2003 : Concha Bonita - (de R.de Ceccaty, N.Piovanni) - mise en scène Alfredo Arias - Théâtre National de Chaillot, Tournée France et Italie
- 2003 : Anges et Démons - (D. Hollier/L. Couson) - Dorine Hollier - Auditorium de Radio France / Trianon - L’Ange
- 2004 : Le Paris d'Aziz et Mamadou - (A. Marcel) - Alain Marcel - Opéra Bastille - le soldat inconnu et autres personnages
- 2004 : Musical suspect - (M. Magellan/F. Baptiste ) - M. Magellan/F. Baptiste - Théâtre Daniel Sorano - Sébastien
- 2004 : Jesus Christ Superstar - (T. Rice/A. Lloyd Weber ) - Jean-Marc Favorin - Théâtre de Villers-La-Ville (Bruxelles) - Judas
- 2005 : Camille C - (J. Kerr/P. Peyrieras ) - mise en scène Jean-Luc Moreau (Lauréat du Molière Inattendu 2005[35]) - Théâtre de l’Œuvre/Collège de la Salle Avignon/ Théâtre Jean Alary Carcassonne - Hermès/Paul Claudel/Jessie Lipscomb
- 2005 : Le Violon sur le toit - (J. Stein/J. Bock ) - O. Benezech (Prix d’Interprétation masculine au Festival des Musicals) - Théâtre Comédia - Motel
- 2006 : Orphée aux Enfers - (Offenbach) - Claire Servais - Opéra Royal de Wallonie - Mercure
- 2006 : L'Illusion comique - (Corneille) - Marion Bierry - Théâtre de Poche Montparnasse - Alcandre
- 2007 : Panique à bord - (Stéphane Laporte / Patrick Laviosa ) - Agnès Boury (Prix du meilleur interprète masculin au Festival des Musicals) - Vingtième Théâtre / Tristan Bernard / Tournée - Kevin
- 2008 : Lady in the dark - (Ira Gerschwin ) - Jean La Cornerie - Théâtre de la renaissance (Oullins) et tournée française - Randy Curtis
- 2009 : La Revue (Dita von Teese) - (Gentry de Paris) - Philippe Calvario - Casino de Paris - Chanteur et Arrangeur
- 2009 : Cendrillon - (G. Sibleyras – E. de Balasy ) - Agnès Boury - Théâtre Mogador - Assistant mise en scène, arrangeur vocal et rôle de Tonino en alternance
- 2009 : La Ronde - (Arthur Schnitzler ) - Marion Bierry - Théâtre de Poche Montparnasse - Le Jeune Monsieur, le Comte
- 2009 : Metropolita(i)n - (K. Bloom / B. Kleinbort / C. Mirambeau) - Laurie Beechman Theatre (New-York)
- 2011 : Frankenstein Junior de Mel Brooks et Thomas Meehan, mise en scène Ned Grujic, adaptation Stéphane Laporte, théâtre Déjazet
- 2012 : Blood Brothers de Willy Russell
- 2012-2013 : Romeo & Juliet - Vincianne Regattierri - Festival Shakespeare (Neuss, Allemagne) / Festival d’Anjou (Prix de la Compagnie)  - Juliet et arrangements musicaux
- 2013 : Salut les copains (Les Folies Bergère)
- 2013 : D.I.S.C.O. (Les Folies Bergère)[36],[37]
- 2014 : Dreyfus - (Didier Van CauWelaert et Michel Legrand) - Daniel Benoin - Opéra de Nice - Dreyfus
- 2014 : Love Circus, la comédie musicale (Les Folies Bergère)
- 2015 : Robert le Diable : Cabaret Desnos (Théâtre de Poche-Montparnasse)
- 2015 : Ça sent le roussi (Les Rendez-Vous d'Ailleurs)
- 2016 : L'Opéra de quat'sous (théâtre Jean-Arp)
- 2016 : Love Circus, la comédie musicale (Les Folies Bergère)
- 2016 : Ça sent le roussi (Comédie Nation)
- 2016 : Irma la Douce d'Alexandre Breffort (mise en scène de Nicolas Briançon) (Festival d'Anjou)[38]
- 2016 : I love Perrault, mis en scène et adapté par Agnès Boury et Vincent Heden, avec Emma Brazelles, Frédéric Chevaux, Vincent Heden ou Jérémy Petit, Cloé Horry, Valérie Zaccomer avec les voix de les voix de Jenifer et Jean-Pierre Marielle (Théâtre de la Michodière) [39],[40]
- 2017 : Émilie Jolie (Théâtre Comédia)
- 2024 : Belles de scène adapté par Agnès Boury, Vincent Heden et Stéphane Cottin, mise en scène par Stéphane Cottin

### Collaborateur artistique
- 2009 : Cendrillon, le musical (Theâtre Mogador)
- 2012-2013 : Romeo & Juliet - Vincianne Regattierri
- 2014 : Love Circus, la comédie musicale (Les Folies Bergère)
- 2015 : Irma la Douce avec Lorant Deutsch, Nicole Croisille et Marie-Julie Baup (Théâtre de la Porte Saint Martin)[41]
- 2016 : I love Perrault, mis en scène et adapté par Agnès Boury et Vincent Heden

### Arrangeur
- 2009 : La Revue (Dita von Teese) au Casino de Paris
- 2012-2013 : Romeo & Juliet au Festival Shakespeare (Neuss, Allemagne)[42] et au festival d’Anjou (Prix de la Compagnie)[43]

## Production musicale

### Chanteur
- 2006 : Quatre chansons pour enfants (musique de Francis Poulenc et paroles de Jean Nohain) accompagné au piano par Joao Paulo Santos[44]
- 2008 : Funiculì Funiculà: Great Voices, Unforgettable Songs (enregistrement de trois chansons : Mon cœur est un violon, Rêve d'amour, Tristesse)[45]
- 2012 : Enregistrement de cinq pièces sur des musiques d'Eric Satie, accompagné au piano par Joao Paulo Santos dont Tendrement (paroles de Vincent Hyspa) et Le Petit Recueil de Fêtes [46],[47]
- 2014 : Élégie de Jules Massenet, accompagné au piano par Joao Paulo Santos[48]
- 2014 : Hymnes à la chanson française, Vol. 2 (enregistrement de quatre chansons : Le chanteur, J'ai encore rêvé d'elle, Champs-Élysées, Lettre à France)[49]

## Filmographie

### Télévision
- 2007 : Sauveur Giordano, Rendez-moi mon bébé : un interne[50],[51]
- 2011 : À la recherche du temps perdu : violoniste Charles Morel, personnage ambitieux et sans scrupule qui sera l'amant du baron de Charlus et de Robert de Saint-Loup[52],[53]

### Cinéma
- 2018 : Guy[54] de Alex Lutz : le webmaster de Guy

### Courts métrages
- 1996 : Sur les planches de Sylvie Descamps
- 1996 : Junkie Pinkie de Sylvie Descamps
- 2012 : N'aie pas peur de Jean Baptiste Mouette[55]

### Doublage

#### Cinéma

##### Films
- Jared Leto dans : 
  - Dallas Buyers Club (2013) : Raymond[56]
  - Blade Runner 2049 (2017) : Neander Wallace
- 2019 : Once Upon a Time… in Hollywood : ? ( ? )

##### Films d'animation
- 2014 : Les Sept Nains : voix additionnelles
- 2015 : La Forêt de l'Étrange : un des citoyens de Pottsfield

## Distinctions

### Récompenses
- Marius 2006 : meilleure interprétation dans un rôle principal dans Camille C.
- Marius 2008 : meilleure interprétation dans un rôle principal dans Panique à Bord[57]

### Nominations
- Les Trophées de la comédie musicale 2018 : artiste interprète masculin pour Love Circus
- Les Trophées de la comédie musicale 2019 : artiste interprète masculin pour Émilie Jolie
- Les Trophées de la comédie musicale 2022 : artiste interprète masculin pour The Pajama Game
- Molières 2025 : Molière du comédien dans un spectacle de théâtre privé pour Belles de scène